# 洪範書店
洪範書店，為台灣純文學出版社，成立於1976年，為台灣出版社「五小」之一。
洪範書店最初由詩人楊牧及其在花蓮中學的同學葉步榮，加上詩人瘂弦，以及沈燕士共四位股東成立。以《尚書‧洪範》篇為名，取「天地大法」之意，由沈燕士之妻孫玫兒擔任發行人，並請臺靜農書法題字。第一批書籍於1976年8月25日出版，分別為：余光中《天狼星》、張系國《香蕉船》、林以亮《林以亮詩話》、羅青《羅青散文集》。
洪範書店的出版物以純文學為主，不少台灣知名作家的少作是由洪範出版，並因此而嶄露頭角，如蘇偉貞、袁瓊瓊、鍾曉陽等作家；或者在洪範出書之後，旋即囊括文學獎，如蕭颯、李永平、林文月、林燿德、李黎、西西、簡媜、周夢蝶、陳映真等作家。由《亞洲週刊》所評選的「二十世紀中文小說一百強」當中，由洪範出版的作品入選十九種，將近五分之一。洪範同時也是台灣最早出版中國1920－30年代作家選集的出版社。
洪範書店編選書籍的標準相當嚴格，至1990年代仍採用鉛字印刷，直至1997年已經找不到工人作鉛字印刷時，才改用電腦打字。早期出書前，一律先經過四位股東的一致意見，才會出版，而每本書的折頁介紹都是由楊牧親自撰寫，細緻的「手作風格」成為洪範非常突出的特色。
楊牧及瘂弦曾因洪範書店的生存問題，而考慮過出版如二月河《康熙大帝》這類雅俗共賞的大眾文學，但葉步榮投下否決票，故洪範至今依然維持著一貫的出版方向。1982年，張系國成立洪範投資的子公司「知識系統」。2003年，洪範開闢了新書系《以後Apres》，由葉步榮長子葉雲平主持，是洪範唯一不需經過四位股東同意的書系。

## 外部連結
- 台灣公司資料